# Össjön, Småland
Össjön är en sjö i Gislaveds kommun i Småland och ingår i Lagans huvudavrinningsområde. Vid provfiske har abborre och gädda fångats i sjön.